# Мавзолей Саади
Мавзолей Саади (перс. آرامگاه سعدی), также известный как Саадие (перс. سعدیه) — гробница известного персидского поэта Саади Ширази, расположенная в Ширазе, провинция Фарс, Иран. Мавзолей Саади изображён на иранской купюре в 100000 риалов.

## История
Изначально Саади был похоронен в небольшой деревне за пределами Шираза, в довольно бедном его пригороде. Место, где сейчас расположен мавзолей, было выбрано не случайно: тут он провёл большую часть своей жизни.
В начале XIV века была возведена небольшая могила на месте нынешнего мавзолея. Согласно путешественнику ибн Баттуту, который написал о гробнице Саади примерно спустя 35 лет после смерти поэта, множество людей приходили к его могиле. Перед ней был расположен небольшой хауз —  искусственный водоём, наполненный питьевой водой. Люди окунали в него свою одежду. Считалось, что умывание водой из этого хауза дарит исцеление.
Современное здание мавзолея было построено в 1952 году, его архитектором выступил Мохсен Форуки. Составляя проект здания, он вдохновился садом Чехель Сотун в Исфахане, в связи с чем можно увидеть некоторое сходство мавзолея Саади с легендарным персидским садом. Деньги на строительство были выделены министерством культуры Ирана (при министре Мирзе Али-Асгаре Хане Хекмате Ширази) и Обществом национального наследия.

## Описание
Снаружи здание кажется прямоугольным, однако изнутри можно увидеть, что на самом деле оно восьмиугольное. Фасад украшен геометрическим орнаментом и затейливым растительным узором. Мавзолей венчает большой купол, выложенный плиткой голубого цвета. Перед главным входом находится восемь колонн. Внутренняя площадь мавзолея составляет 257 квадратных метров. Внутри находится гробница из белого мрамора, на которой высечены строки из стихотворений поэта. К мавзолею примыкает колоннада, завершающая комплекс.
Вокруг мавзолея находится большой кипарисовый сад. В небольшой низменности есть маленький пруд, откуда можно увидеть древние персидские кяризы, которые использовались ещё во время жизни поэта.
Также на территории сада находится кирпичное здание общественной библиотеки Саадие.